# Abdera bifasciata
Abdera bifasciata is een keversoort uit de familie zwamspartelkevers (Melandryidae). De wetenschappelijke naam van de soort werd in 1802 gepubliceerd door Thomas Marsham.